# ラフィア (ナイジェリア)
ラフィア(Lafia)はナイジェリア中央部のナサラワ州の州都。
2006年の人口は約33.1万人。

## 歴史
アナネ人の小さな村が有った。
19世紀前半、ラフィア首長国の首都になった。

1881年～1903年のモハッマン・アグウェ王時代に、ラフィアはベヌエ谷で最重要の市場の1つになった。
交易路は90km南西で、ベヌエ川の港が有るロコに繋がっていた。
1903年、ナイジェリア北部を支配するイギリスは、ムサを首長と認めた。
北部ナイジェリア保護領に併合された。
ベヌエ州のラフィア県の中心地になった。
1914年、英領ナイジェリア植民地に移行した。
1960年、ナイジェリアがイギリスから独立した。
ラフィアは北部州に組み込まれた。
1967年、新設されたベヌエ＝プラトー州に組み込まれた。
1976年、新設されたプラトー州に組み込まれた。
1996年、新設されたナサラワ州の州都になった。

## スポーツ
- ナサラワ・ユナイテッド（英語版）(サッカー)がラフィア町競技場（英語版）を本拠地にしている。